# Namounou
Pour le département et la commune rurale, voir Namounou (département).
Namounou est un village et le chef-lieu du département et la commune rurale de Namounou, situé dans la province de la Tapoa et la région de l'Est au Burkina Faso.

## Géographie
Le village est traversé par la route nationale 19 qui relie Kantchari à Madjoari puis descendant au Sud vers la frontière togolaise.

## Santé et éducation
Namounou accueille le seul centre de santé et de promotion sociale (CSPS) du département.